# Triatoma garciabesi
Triatoma garciabesi es un insecto heteróptero y hematófago perteneciente a la subfamilia Triatominae. La especie ha sido registrada en la región noroeste de Argentina, desde la provincia de Jujuy hasta la de Mendoza,  oeste de Paraguay y el chaco de Bolivia. Es una especie de importancia epidemiológica en Argentina, ya que es un vector de la Enfermedad de Chagas, producida por la infección de Tripanosoma cruzi.Esta especie se diferencia de otras similares porque tiene las patas claras y el pronoto marrón oscuro con dos manchas claras en sus laterales (ver la figura).

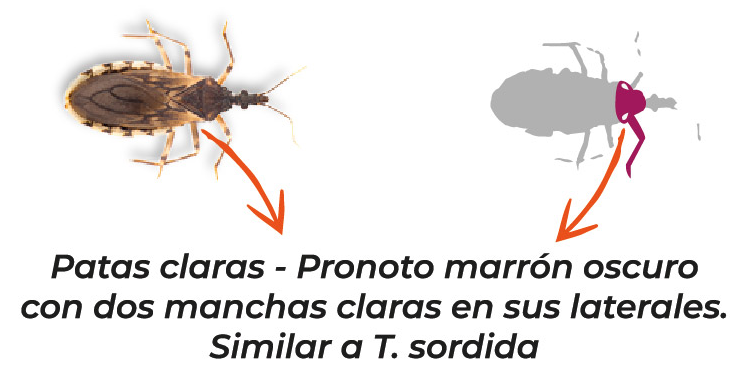
Aspectos distintivos de Triatoma garciabesi

## Hábitat
T. garciabesi es común en ambientes silvestres, peridomiciliarios y domiciliarios.
En regiones de América del Sur, las políticas vinculadas al control vectorial han reducido las poblaciones de T. infestans y los ciclos de transmisión de T. cruzi. Sin embargo, ante la vacancia en el nicho ecológico que ocupa T. infestans, existe el riesgo de invasión de viviendas de especies secundarias como T. garciabesi, generalmente silvestres o peridomiciliares.Este fenómeno de invasión de un nuevo nicho, las viviendas humanas, constituye a estos triatominos como vectores de importancia epidemiológica por la potencial transmisión de la Enfermedad de Chagas.

## Clasificación
El género Triatoma se divide en complejos y subcomplejos según características ecológicas, genéticas y morfológicas. T. garciabesi pertenece al subcomplejo sordida del complejo infestans, junto con T. sordida, T. guasayana y T. patagonica.La especie presenta similitudes morfológicas y comportamentales con estos triatominos, con quienes presenta solapamientos en la distribución en Argentina. Además, estas cuatro especies se encuentran asociadas a ambientes ocupados por aves de corral. Estas similitudes indican que estas especies forman un grupo fuertemente relacionado.Existen controversias respecto a la clasificación taxonómica entre T. garciabesi y T. sordida por un lado,y entre T. guasayana, T. patagonica y T. sordida por otro.Además, la delimitación del complejo T. sordida también resulta controversial, a raíz de las diferentes metodologías utilizadas en su determinación.

## Triatoma garciabesiy la Enfermedad de Chagas
La infección por T. cruzi se ha observado de manera natural y experimental. Sus hábitos domiciliarios y peridomiciliarios, junto con la ingestión de sangre humana ubican a T. garciabesi como un vector potencial de la Enfermedad de Chagas. 